# 吳鵬 (弘治進士)
吳鵬（1458年—？），字孔騰，福建興化府莆田縣人，匠籍，明朝政治人物。

## 生平
福建鄉試第八十八名舉人。曾任直隶容城县学教谕。弘治六年（1493年）中式癸丑科會試第一百八十八名，三甲第三十二名進士。

## 家族
曾祖吳志寧；祖父吳敬和；父吳善元。母林氏；繼母高氏；繼母陳氏。严侍下。